# Miguel Lerdo de Tejada (Politiker)

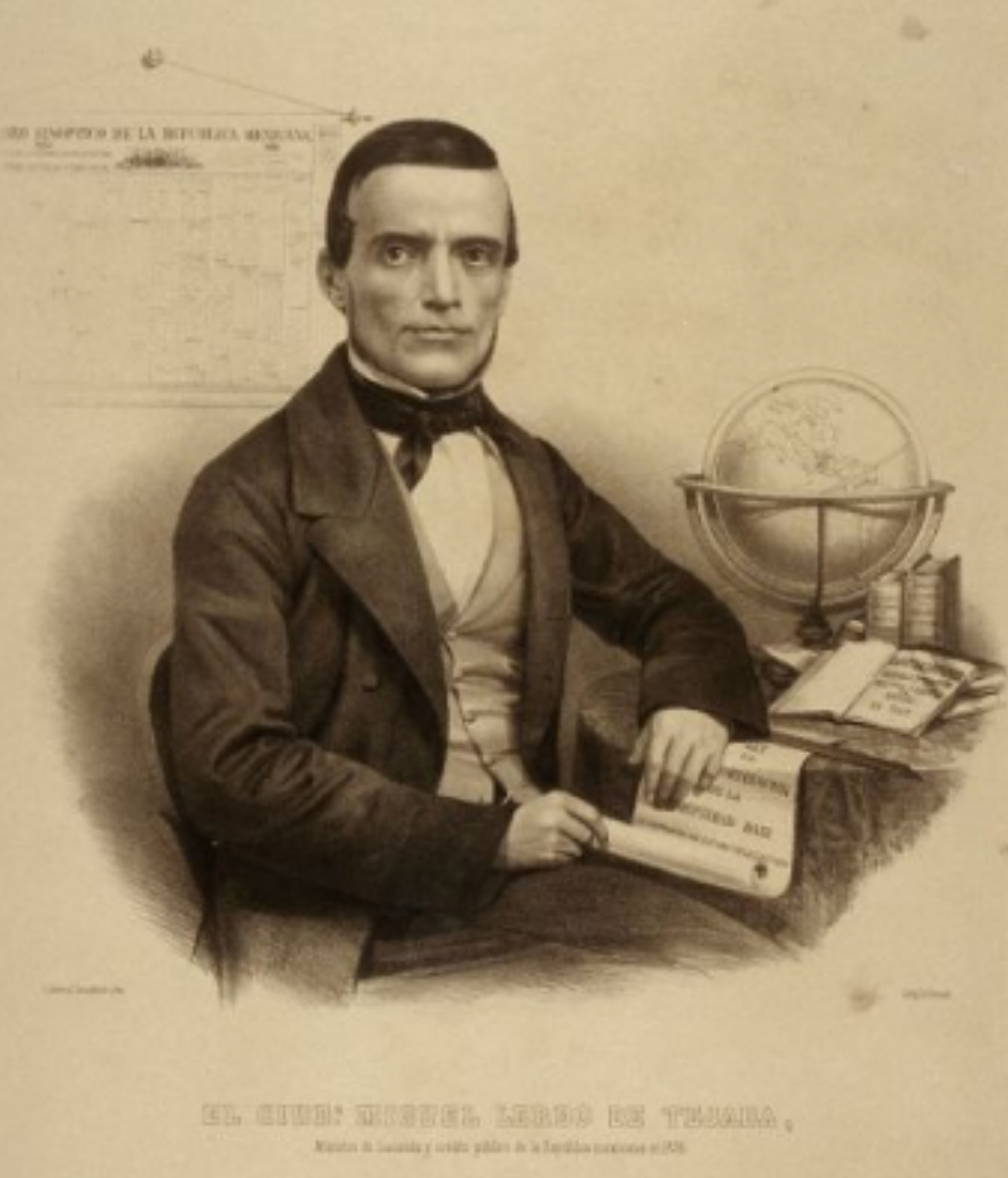
Miguel Lerdo de Tejada

Miguel Lerdo de Tejada Corral y Bustillos (* 6. Juli 1812 in Veracruz; † 22. März 1861 in Mexiko-Stadt) war ein mexikanischer Politiker.

## Leben
Als Mitglied (ab 1849) und Präsident (ab 1852) des Ayuntamiento (Stadtrates) von Mexiko-Stadt initiierte der liberale Politiker Lerdo Reformen auf dem Gebiet der Erziehung, des Transport- und Gesundheitswesens und des kommunalen Haushaltes.
1856 war er Außenminister sowie 1856–1857 Finanzminister unter Präsident Ignacio Comonfort. Er verkündete in dieser Zeit das Ley Lerdo bekannte Ley de Desamortización de Fincas Rústicas y Urbanas (Gesetz zur Auflösung des landwirtschaftlichen und städtischen Besitzes), das einen Zwangsverkauf sowohl der kirchlichen Besitztümer – außer den für den kirchlichen Dienst notwendigen Gebäude wie Kirchen, Klöster und Ausbildungsstätten – als auch der staatlichen und städtischen Besitztümer – außer Regierungsgebäuden, Schulen und Gefängnissen – zugunsten des nationalen Fiskus bewirken sollte. Infolge des Reformkrieges und der französischen Intervention zwischen 1858 und 1867 wurde die Umsetzung des Gesetzes weitgehend unterbrochen und erfolgte im Wesentlichen erst unter Porfirio Diaz.
Nach Meinungsverschiedenheiten mit dem Präsidenten Benito Juárez trat Lerdo Ende 1860 als Minister zurück und wurde 1861 Mitglied des Obersten Gerichtshofes.
Lerdo war der ältere Bruder von Präsident Sebastián Lerdo de Tejada.

## Schriften
- Comercio exterior de México desde la conquista hasta hoy, 1853